# 内藤元種
内藤 元種（ないとう もとたね）は、戦国時代の武将。安芸国の戦国大名・毛利氏の家臣。父は内藤元康。

## 出自
安芸内藤氏は、建保4年（1216年）に厳島神社領であった安芸国高田郡長田郷の地頭となって以来、その地を代々領した国人である。元種の祖父である内藤中務丞元泰（次郎太郎）の代までに毛利氏の麾下に入っている。

## 生涯
享禄4年（1531年）、内藤元康の子として生まれる。天文3年（1534年）に父が死去したことで幼少ながら家督を継ぎ、毛利元就に仕えた。
天文17年（1548年）の6月18日と20日に行われた、山名理興の拠る神辺城（村尾城）への総攻撃（神辺合戦）における城の柵や塀越しの攻防で武功を挙げ、6月23日に毛利隆元から感状を与えられた。この戦いで毛利元就・隆元父子は家臣に多くの感状を出しており、元種もその内の1人だった。
天文19年（1550年）7月12日から7月13日にかけて元就によって安芸井上氏が粛清された直後の7月20日に毛利氏家臣団238名が連署して毛利氏への忠誠等を誓った起請文においては、33番目に「内藤少輔九郎元種」と署名している。
天文23年（1554年）5月5日、元種は24歳で死去した。事情は不明であるが、元種死去の前年である天文22年（1553年）には既に子の元泰が家領を継いでいる。

## 家族
嫡子は内藤元泰。また、娘がおり、毛利輝元の養女となった後、豊臣秀吉の養子・羽柴秀勝と婚姻をしているとされるが、元種の娘の生年（1554年以前）と秀勝の生年（1569年）を考慮すると有り得ない組み合わせであり、秀勝室は毛利氏血縁で長門内藤氏の内藤元種（内藤興盛の子）の娘である。